# Tomares (Espagne)
Pour les articles homonymes, voir Tomares.
Tomares est une ville espagnole, située dans la province de Séville, dans la communauté autonome d'Andalousie. Elle appartient à la zone métropolitaine de Séville.

## Administration
| Période                                  | Période | Identité | Étiquette | Qualité |
| ---------------------------------------- | ------- | -------- | --------- | ------- |
| N/A                                      | N/A     | N/A      | N/A       | Maire   |
| Les données manquantes sont à compléter. |         |          |           |         |